# FUNKY MONKEY BABYS 10th Anniversary “COMPLETE BEST”
『FUNKY MONKEY BABYS 10th Anniversary COMPLETE BEST』（ファンキーモンキーベイビーズ テンス アニバーサリー コンプリートベスト）はFUNKY MONKEY BABYSの10周年ベストアルバム。2016年1月25日にドリーミュージックから発売された。

## 解説
FUNKY MONKEY BABYSが解散後、約2年半振りの発売となる。
全シングルと、全アルバム曲が網羅された形となった。

## 収録曲

### Disc 1
1. そのまんま東へ
1stシングル
2. 笑顔
1stシングルのカップリング
3. 恋の片道切符
2ndシングル
4. GO! GO! ライダー
2ndシングルのカップリング
5. ALWAYS
3rdシングル
6. 西日と影法師
3rdシングルのカップリング
7. One
1stアルバム『ファンキーモンキーベイビーズ』収録曲
8. Oh My lady
1stアルバム『ファンキーモンキーベイビーズ』収録曲
9. ろくでなしCRUISE (album version)
1stアルバム『ファンキーモンキーベイビーズ』収録曲
10. オレオレRAP
1stアルバム『ファンキーモンキーベイビーズ』収録曲
11. 勝負パンツ
1stアルバム『ファンキーモンキーベイビーズ』収録曲
12. B・W・H
1stアルバム『ファンキーモンキーベイビーズ』収録曲
13. チェケラッチョ
1stアルバム『ファンキーモンキーベイビーズ』収録曲

### Disc 2
1. Lovin' Life
4thシングル
2. カモンベイベー
4thシングルのカップリング
3. ちっぽけな勇気
5thシングル
4. My Home
5thシングルのカップリング
5. もう君がいない
6thシングル
6. ぼくはサンタクロース
6thシングルのカップリング
アルバム初収録
7. モーニングショット
2ndアルバム『ファンキーモンキーベイビーズ2』収録曲
8. 大丈夫だよ
2ndアルバム『ファンキーモンキーベイビーズ2』収録曲
9. LAST HUG
2ndアルバム『ファンキーモンキーベイビーズ2』収録曲
10. 泣いて笑って夢を見てた
2ndアルバム『ファンキーモンキーベイビーズ2』収録曲
11. 指切りげんまん
2ndアルバム『ファンキーモンキーベイビーズ2』収録曲
12. 天使と悪魔
2ndアルバム『ファンキーモンキーベイビーズ2』収録曲
13. 超 I Love You
2ndアルバム『ファンキーモンキーベイビーズ2』収録曲

### Disc 3
1. 旅立ち
7thシングル
2. 虹の架け橋
7thシングルのカップリング
3. 告白
8thシングル
4. ナツミ
8thシングルのカップリング
5. あなたへ
8thシングルのカップリング
6. 希望の唄
9thシングル
7. 風
9thシングル
8. ぼくはサンタクロース (DJ ケミカル & Floor on the intelligence remix)
9thシングルのカップリング
9. 雪が降る街
DVDシングル
10. 桜
10thシングル
11. 君の手の平でダンス'09
10thシングルのカップリング

### Disc 4
1. メロディーライン
3rdアルバム『ファンキーモンキーベイビーズ3』収録曲
2. おかえりなさい
3rdアルバム『ファンキーモンキーベイビーズ3』収録曲
3. ガムシャラBOY
3rdアルバム『ファンキーモンキーベイビーズ3』収録曲
4. ナイトショット
3rdアルバム『ファンキーモンキーベイビーズ3』収録曲
5. LOVE乱舞 ～恋のミッション～
3rdアルバム『ファンキーモンキーベイビーズ3』収録曲
6. 太陽おどり～新八王子音頭～
3rdアルバム『ファンキーモンキーベイビーズ3』収録曲
7. ヒーロー
11thシングル
8. 明日へ
11thシングル
9. 涙
12thシングル
10. 夢
12thシングル
11. ふるさと
配信限定シングル
12. 大切
13thシングル
13. キラキラ
13thシングルのカップリング

### Disc 5
1. あとひとつ
14thシングル
2. 真夏のマジック ～Sun' s Feelings～
14thシングルのカップリング
3. アワービート
14thシングルのカップリング
4. ランウェイ☆ビート
15thシングル
5. サヨナラの向こう側
15thシングルのカップリング
6. それでも信じてる
16thシングル
7. ラブレター
16thシングル
8. LOVE SONG
17thシングル
9. 愛の歌
17thシングルのカップリング
10. 笑って笑って
17thシングルのカップリング
11. 八王子純愛物語
4thアルバム『ファンキーモンキーベイビーズ4』収録曲
12. 未来の君へ
4thアルバム『ファンキーモンキーベイビーズ4』収録曲

### Disc 6
1. 悲しみなんて笑い飛ばせ
4thアルバム『ファンキーモンキーベイビーズ4』収録曲
2. 空
4thアルバム『ファンキーモンキーベイビーズ4』収録曲
3. HAPPY BIRTHDAY
4thアルバム『ファンキーモンキーベイビーズ4』収録曲
4. この世界に生まれたわけ
18thシングル
5. LIFE IS A PARTY
19thシングル
6. 夏の終わりに
19thシングルのカップリング
7. サヨナラじゃない
20thシングル
8. 街中でケンカしてるカップルを見かけると大抵女性が怒ってる
20thシングルのカップリング
9. Say! Joy!
5thアルバム『ファンキーモンキーベイビーズ5』収録曲
10. 夢で逢えたら ～I'm feelin you～
5thアルバム『ファンキーモンキーベイビーズ5』収録曲
11. 幸せを抱きしめよう
5thアルバム『ファンキーモンキーベイビーズ5』収録曲
12. Journey
5thアルバム『ファンキーモンキーベイビーズ5』収録曲

### Disc 7
1. WE ARE FUNKY MONKEY BABYS
5thアルバム『ファンキーモンキーベイビーズ5』収録曲
2. いいんじゃない
5thアルバム『ファンキーモンキーベイビーズ5』収録曲
3. 走りだそう
5thアルバム『ファンキーモンキーベイビーズ5』収録曲
4. 最後の人
5thアルバム『ファンキーモンキーベイビーズ5』収録曲
5. PSYレントジェラシー
5thアルバム『ファンキーモンキーベイビーズ5』収録曲
6. ありがとう
21stシングルにして、ラストシングル。
7. ライジングサン (FUNKY MONKEY BABYS×ケツメイシ)
唯一のコラボレーション曲 (ケツメイシとのコラボレーション)
アルバム初収録

### DVD
1. FUNKY MONKEY BABYS LIVE FILMS 2006〜2013